# Katerînivka, Veselînove
Katerînivka (în ucraineană Катеринівка, în germană Katharinental) este localitatea de reședință a comunei Katerînivka din raionul Veselînove, regiunea Mîkolaiiv, Ucraina. Satul a fost locuit de germanii pontici.  

## Demografie
Componența lingvistică a localității Katerînivka
     Ucraineană (94,63%)
     Rusă (4,1%)
     Română (1,27%)
Conform recensământului din 2001, majoritatea populației localității Katerînivka era vorbitoare de ucraineană (94,63%), existând în minoritate și vorbitori de rusă (4,1%) și română (1,27%).